# سة تاب (بهمئي غرمسيري الشمالي)
سة تاب (بالفارسية: سه تاب) هي قرية تقع في إيران في قسم بهمئي غرمسیري الشمالي الريفي.